# Johann Reuchlin
Johann Reuchlin (også Johannes Reuchlin) (født 22. februar 1455 i Pforzheim, død 30. juni 1522 ved badestedet Liebenzell) var en tysk humanist. Johann Reuchlin kan betragtes som grundlæggeren af den klassiske filologi i Tyskland. Foruden græsk og latin studerede han også ivrigt hebraisk og bidrog såvel ved sin personlige undervisning som ved udgivelsen af sprogvidenskabelige værker til at udbrede kendskabet til alle tre sprog.
Efter at have studeret en tid i Freiburg blev han 1473 sendt til Paris som ledsager for markgreve Frederik af Baden og fik her lejlighed til at fortsætte sine studier i de klassiske sprog. Senere studerede han i Basel, hvor han 1477 tog magistergraden og begyndte at holde forelæsninger. For at komme ind i praktisk virksomhed gav han sig imidlertid snart efter til at studere jura i Orléans og Poitiers. Han trådte derefter i tjeneste hos greve Eberhard af Württemberg, hvem han 1482 ledsagede til Italien som sekretær; på denne såvel som på senere rejser til Italien kom han i forbindelse med italienske humanister, hvilket blev af stor betydning for ham. I 1484 blev han assessor ved hofretten i Stuttgart, men benyttedes også til diplomatiske sendelser. Efter Eberhards død blev han nødt til at forlade Württemberg og drog til Heidelberg i 1496, men kom i 1499 tilbage til Stuttgart. Han beskæftigede sig vedblivende dels med at docere de gamle sprog, dels med juridiske hverv. I 1502-1513 var han præsident i den schwabiske forbundsret. 
Fra 1509 blev han indviklet i en voldsom strid, foranlediget ved, at man ønskede hans medvirkning til ødelæggelsen af alle jødiske skrifter med undtagelse af de bibelske. Mod forslaget herom, som var udgået fra en døbt jøde, Johannes Pfefferkorn, rejste Johann Reuchlin en stærk modstand, men fik dominikanerne og de strengt kirkelige universiteter både i Tyskland og i Frankrig imod sig. Johann Reuchlin udgav flere stridsskrifter, hvoriblandt Der Augenspiegel (Pforzheim, 1511), rettet mod Johannes Pfefferkorn. En langvarig proces, som til sidst indankedes for pavens domstol, havde et for Johann Reuchlin ugunstigt udfald. Skriftvekslingen mellem Reuchlin og Pfefferkorn blev kommenteret med det satiriske skrift Epistolæ Obscurorum Virorum (1515–19, Obskure mænds breve), der tog Reuchins parti og som gav navn til begrebet Obskurantisme (bekæmpelse af, eller modstand mod viden).   
Johann Reuchlin blev i 1519 professor i Ingolstadt, efter at de politiske forhold på ny havde fordrevet ham fra Württemberg, men vendte i 1521 tilbage og holdt endnu i sit sidste leveår forelæsninger i Tübingen.
Allerede som ganske ung udgav Johann Reuchlin en latinsk ordbog, Vocabularius breviloquus (Basel, 1475 eller 1476); af andre sproglige værker kan nævnes hans Rudimenta hebraica (Pforzheim, 1506). Han gjorde sig meget umage for at gøre de bibelske skrifter kendte i grundsproget og udgav de syv bodssalmer (Tübingen, 1512). På græsk udgav han skrifter af Xenofon, Aischines og Demosthenes (Hagenau, 1520 og 1522). Hans udtale af det græske sprog var den samme, som nygrækerne anvendte (itacisme), og denne udtale betegnes ofte med hans navn, mens den rekonstruerede udtale (etacisme), som nu anvendes de fleste steder, skyldes Erasmus fra Rotterdam. Johann Reuchlin gav sig også af med jødisk mystik, hvortil hans skrifter De verbo mirifico (Basel, 1494) og De arte cabbalistica (Hagenau, 1517) henhører. Endelig skrev han også satiriske skrifter som indlæg i de litterære og religiøse diskussioner; deriblandt lystspillet Sergius (Pforzheim, 1507). Hans breve er udgivet af Geiger (Stuttgart, 1876).